# Dante Spaziani
Dante Spaziani (Frosinone, 6 marzo 1925 – ...) è stato un politico italiano.

## Biografia
Nato nel 1925, è stato uno dei principali esponenti della Democrazia Cristiana del Frusinate, eletto consigliere regionale del Lazio, sindaco di Frosinone dal 1969 al 1971 e dal 1980 al 1986, e per molti anni consigliere comunale (fino al 1990).
Dal 1967 al 1970 fu presidente del Frosinone Calcio.
A Dante Spaziani è intitolato l'ascensore inclinato di Frosinone, che collega il centro storico con la città moderna, inaugurato il 21 aprile 2012.